# Zugdateneinsteller
Der Zugdateneinsteller (ZDE), auch Zugdatensteller oder Zugdateneingabegerät genannt, ist ein Eingabegerät für Zugdaten auf Schienenfahrzeugen. In der Regel muss der Triebfahrzeugführer vor Fahrtantritt im Rahmen des Aufrüstens bzw. bei Änderungen am Zug die Zugdaten eingeben. Aus diesen generieren die Zugbeeinflussungssysteme dann das Überwachungsprogramm. Die einzugebenden Zugdaten unterscheiden sich je nach System. Typischerweise müssen folgende Zugdaten eingegeben werden:
- Bremsart
- Bremshundertstel
- Zugnummer
- Triebfahrzeugführer-Kennnummer

Je nach System können die auch zulässige Höchstgeschwindigkeit, die Zuglänge, die Zugmasse sowie das Datum und die Uhrzeit eingestellt werden. Die eingestellten Zugdaten werden im Fahrdatenschreiber gespeichert.
Zugdateneinsteller sind häufig in die Rechner-Baugruppe des zugehörigen Systems integriert. Ältere Bauformen nutzen sogenannte Daumenradschalter zur Einstellung der Ziffernfolgen. Später wurden Folientastaturen oder Cursortasten eingesetzt. Zur Kontrolle der Eingaben werden die Zugdaten auf Segmentanzeigen dargestellt, bevor sie im System übernommen werden.
Seit der Einführung von netzwerkbasierten Leittechnik werden die Zugdaten in der Regel über ein Menü am Führerstandsdisplay (beispielsweise realisiert als Driver Machine Interface) eingestellt. Die Leittechnik gibt dann die Daten an die einzelnen Zugbeeinflussungssysteme weiter, beispielsweise über den Multifunction Vehicle Bus.

## Bilder

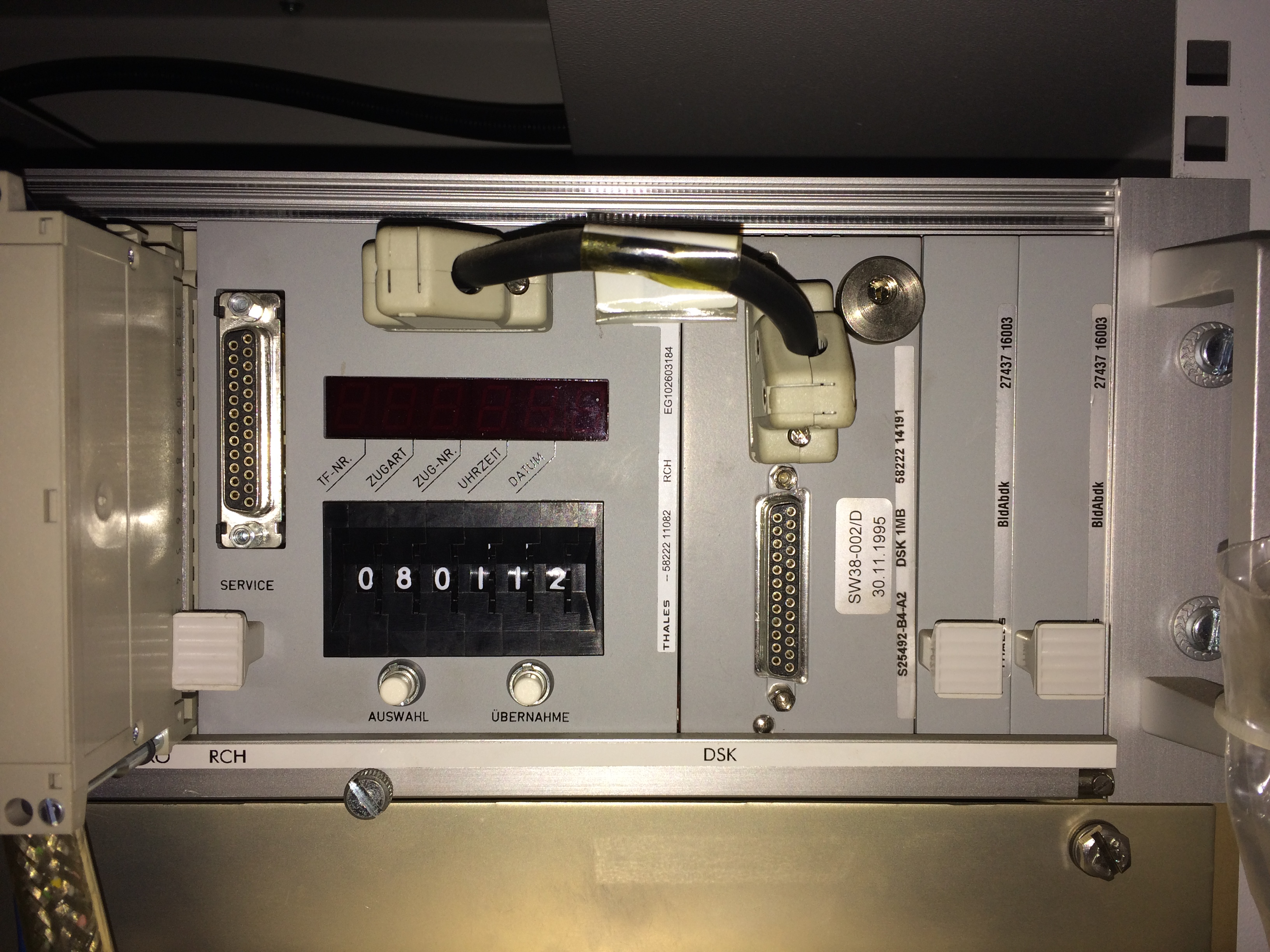
PZB-Fahrzeuggerät Bauform I60R mit Daumenradschalter
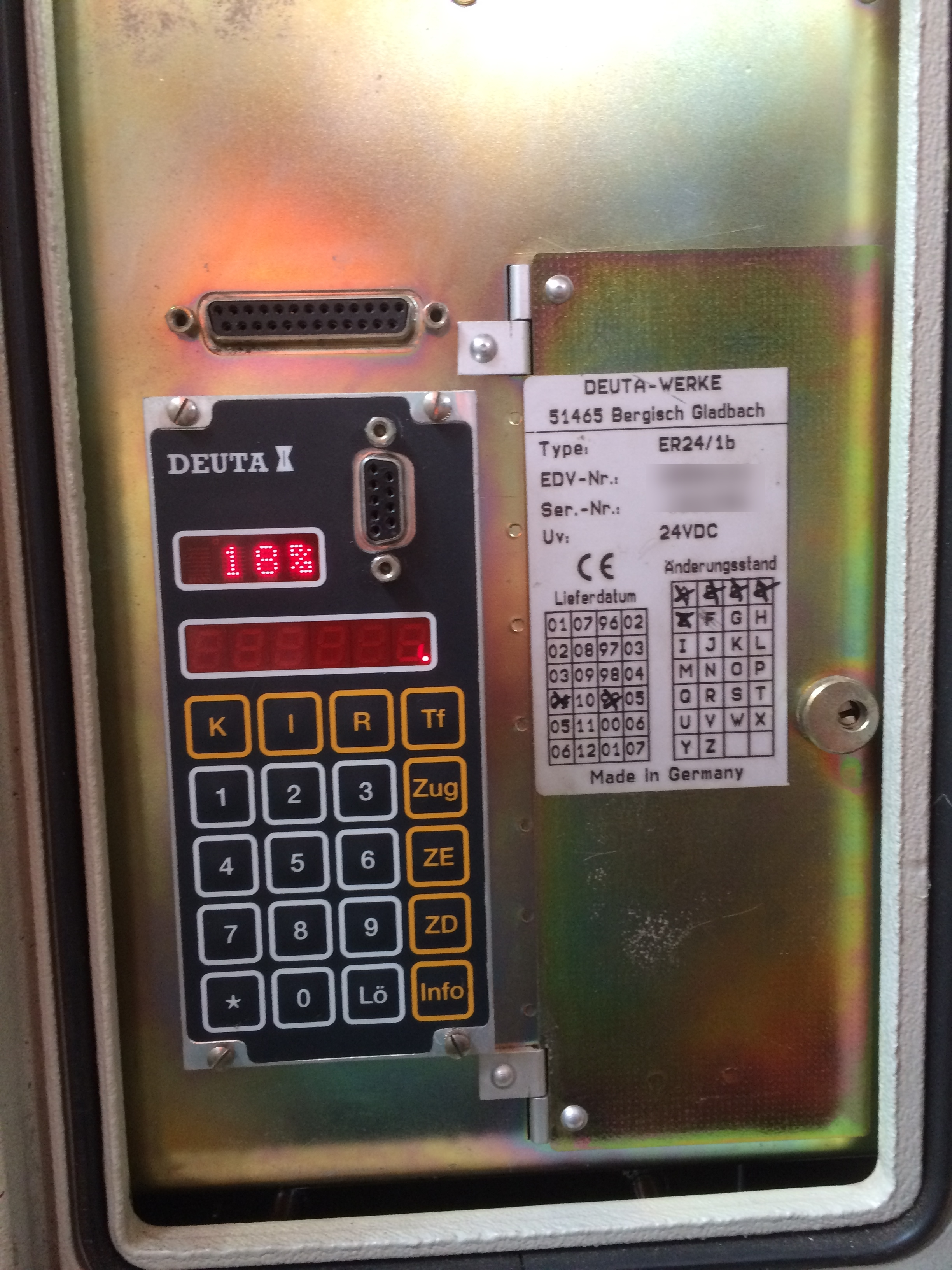
PZB-Fahrzeuggerät Bauform I60/ER24 mit Folientastatur
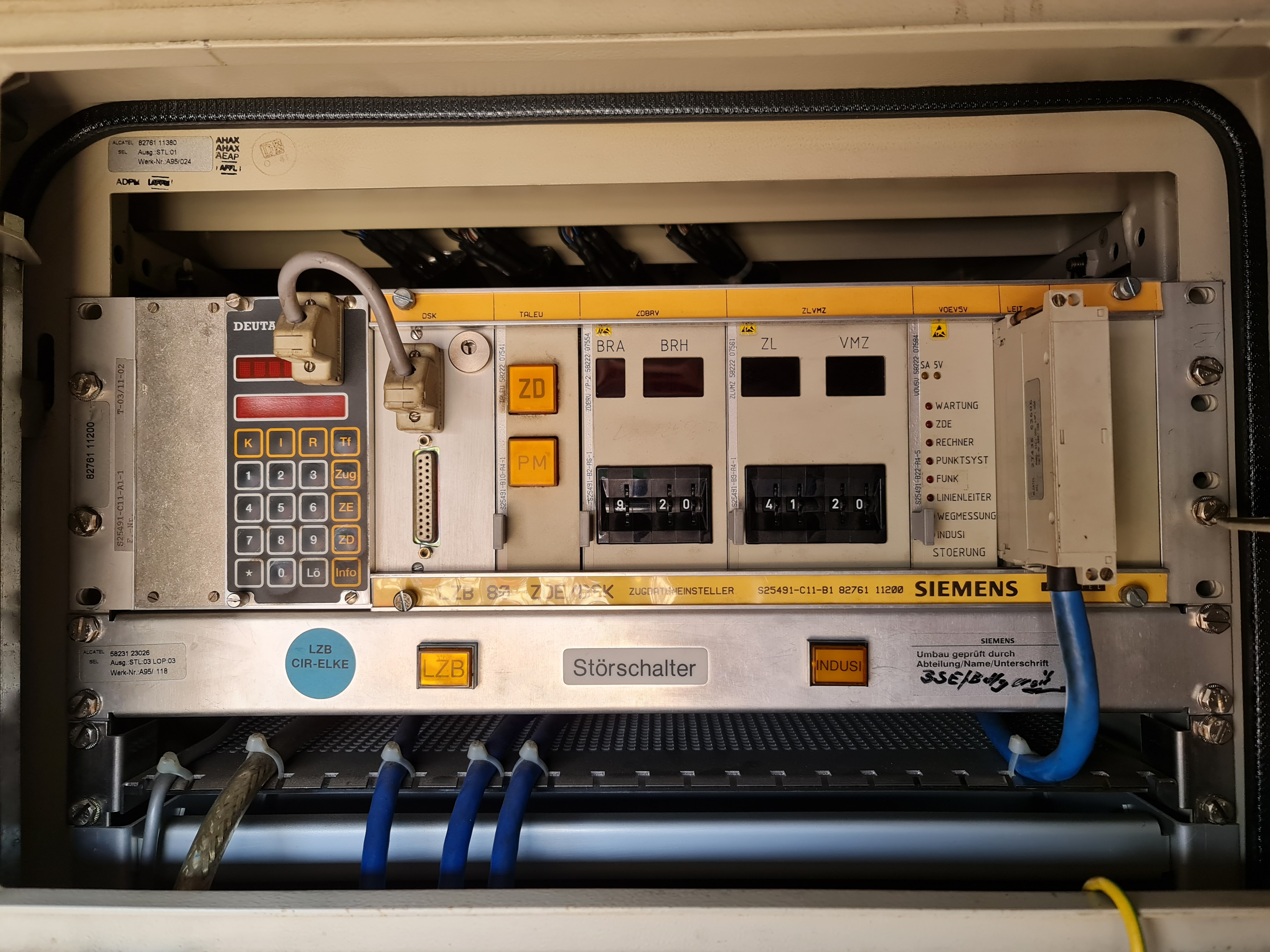
Zugdateneinsteller